# Rusland op het wereldkampioenschap voetbal 2018
Rusland was als organiserend land rechtstreeks geplaatst voor het wereldkampioenschap voetbal 2018. Het was de vierde deelname voor het land. Rusland sneuvelde in de kwartfinales tegen Kroatië.

## Aanloop naar het WK
Als gastland hoefde Rusland geen kwalificatiewedstrijden te spelen. In 2017 nam de selectie wel deel aan de FIFA Confederations Cup. Ze werden ingedeeld in een groep met Portugal, Mexico en Nieuw-Zeeland. Rusland wist enkel te winnen van Nieuw-Zeeland en werd uitgeschakeld in de groepsfase.

## WK-voorbereiding

### Wedstrijden
|                                                |         |                     |           |                                                                               |
| 24 maart 2017 «onderlinge duels» 21:00 (UTC+3) | Rusland | 0 – 2               | Ivoorkust | Koeban Stadion, Krasnodar Toeschouwers: 26.000 Scheidsrechter: Ovidiu Haţegan |
| 24 maart 2017 «onderlinge duels» 21:00 (UTC+3) |         | 30' Kodjia 70' Zaha |           | Koeban Stadion, Krasnodar Toeschouwers: 26.000 Scheidsrechter: Ovidiu Haţegan |

|                                                |                                              |       |                                      |                                                                                       |
| 28 maart 2017 «onderlinge duels» 21:00 (UTC+3) | Rusland                                      | 3 – 3 | België                               | Olympisch Stadion Fisjt, Sotsji Toeschouwers: 40.000 Scheidsrechter: Szymon Marciniak |
| 28 maart 2017 «onderlinge duels» 21:00 (UTC+3) | Vasin 3' Al. Mirantsjoek 74' Boecharov 90+2' |       | 17' (pen.) Mirallas 42', 45' Benteke | Olympisch Stadion Fisjt, Sotsji Toeschouwers: 40.000 Scheidsrechter: Szymon Marciniak |

|                                              |           |                                       |         |                                                                                  |
| 5 juni 2017 «onderlinge duels» 20:30 (UTC+2) | Hongarije | 0 – 3                                 | Rusland | Groupama Arena, Boedapest Toeschouwers: 12.000 Scheidsrechter: Christian Dingert |
| 5 juni 2017 «onderlinge duels» 20:30 (UTC+2) |           | 20' Smolov 40' (e.d.) Eppel 89' Poloz |         | Groupama Arena, Boedapest Toeschouwers: 12.000 Scheidsrechter: Christian Dingert |

|                                              |           |       |          |                                                     |
| 9 juni 2017 «onderlinge duels» 19:00 (UTC+3) | Rusland   | 1 – 1 | Chili    | VEB Arena, Moskou Scheidsrechter: Jesús Gil Manzano |
| 9 juni 2017 «onderlinge duels» 19:00 (UTC+3) | Vasin 67' |       | 56' Isla | VEB Arena, Moskou Scheidsrechter: Jesús Gil Manzano |

|                                               |                              |       |               |                                                                                         |
| 17 juni 2017 «onderlinge duels» 18:00 (UTC+3) | Rusland                      | 2 – 0 | Nieuw-Zeeland | Nieuwe Zenitstadion, Sint-Petersburg Toeschouwers: 50.251 Scheidsrechter: Wilmar Roldán |
| 17 juni 2017 «onderlinge duels» 18:00 (UTC+3) | Boxall 31' (e.d.) Smolov 69' |       |               | Nieuwe Zenitstadion, Sint-Petersburg Toeschouwers: 50.251 Scheidsrechter: Wilmar Roldán |

|                                               |         |            |          |                                                                               |
| 21 juni 2017 «onderlinge duels» 18:00 (UTC+3) | Rusland | 0 – 1      | Portugal | Otkrytieje Arena, Moskou Toeschouwers: 42.759 Scheidsrechter: Gianluca Rocchi |
| 21 juni 2017 «onderlinge duels» 18:00 (UTC+3) |         | 8' Ronaldo |          | Otkrytieje Arena, Moskou Toeschouwers: 42.759 Scheidsrechter: Gianluca Rocchi |

|                                               |                       |       |             |                                                                          |
| 24 juni 2017 «onderlinge duels» 18:00 (UTC+3) | Mexico                | 2 – 1 | Rusland     | Kazan Arena, Kazan Toeschouwers: 41.585 Scheidsrechter: Fahad Al-Mirdasi |
| 24 juni 2017 «onderlinge duels» 18:00 (UTC+3) | Araujo 30' Lozano 52' |       | 25' Samedov | Kazan Arena, Kazan Toeschouwers: 41.585 Scheidsrechter: Fahad Al-Mirdasi |

|                                                 |                                                                    |       |                                      |                                                                      |
| 7 oktober 2017 «onderlinge duels» 17:00 (UTC+3) | Rusland                                                            | 4 – 2 | Zuid-Korea                           | VEB Arena, Moskou Toeschouwers: 24.200 Scheidsrechter: Viktor Kassai |
| 7 oktober 2017 «onderlinge duels» 17:00 (UTC+3) | Smolov 44' Kim Ju-young 55' (e.d.), 57' (e.d.) Al. Mirantsjoek 83' |       | 87' Kwon Kyung-won 90+3' Ji Dong-won | VEB Arena, Moskou Toeschouwers: 24.200 Scheidsrechter: Viktor Kassai |

|                                                  |           |       |            |                                                                       |
| 10 oktober 2017 «onderlinge duels» 18:00 (UTC+3) | Rusland   | 1 – 1 | Iran       | Kazan Arena, Kazan Toeschouwers: 33.270 Scheidsrechter: Milorad Mažić |
| 10 oktober 2017 «onderlinge duels» 18:00 (UTC+3) | Poloz 74' |       | 57' Azmoun | Kazan Arena, Kazan Toeschouwers: 33.270 Scheidsrechter: Milorad Mažić |

|                                                   |         |            |            |                                                                                        |
| 10 november 2017 «onderlinge duels» 15:00 (UTC+3) | Rusland | 0 – 1      | Argentinië | Olympisch Stadion Loezjniki, Moskou Toeschouwers: 78.750 Scheidsrechter: Damir Skomina |
| 10 november 2017 «onderlinge duels» 15:00 (UTC+3) |         | 86' Agüero |            | Olympisch Stadion Loezjniki, Moskou Toeschouwers: 78.750 Scheidsrechter: Damir Skomina |

|                                                   |                                     |       |                         |                                                                                         |
| 14 november 2017 «onderlinge duels» 19:45 (UTC+1) | Rusland                             | 3 – 3 | Spanje                  | Krestovskystadion, Sint-Petersburg Toeschouwers: 45.480 Scheidsrechter: Gianluca Rocchi |
| 14 november 2017 «onderlinge duels» 19:45 (UTC+1) | Smolov 41', 70' Al. Mirantsjoek 51' |       | 72' Alba 35', 53' Ramos | Krestovskystadion, Sint-Petersburg Toeschouwers: 45.480 Scheidsrechter: Gianluca Rocchi |

|                                                |         |                                              |          |                                                                       |
| 23 maart 2018 «onderlinge duels» 17:00 (UTC+1) | Rusland | 0 – 3                                        | Brazilië | Olympisch Stadion Loezjniki, Moskou Scheidsrechter: Aleksej Koelbakov |
| 23 maart 2018 «onderlinge duels» 17:00 (UTC+1) |         | 53' Miranda 62' (pen.) Coutinho 66' Paulinho |          | Olympisch Stadion Loezjniki, Moskou Scheidsrechter: Aleksej Koelbakov |

|                                                |            |       |                           |                                                                        |
| 27 maart 2018 «onderlinge duels» 17:50 (UTC+2) | Rusland    | 1 – 3 | Frankrijk                 | Nieuwe Zenitstadion, Sint-Petersburg Scheidsrechter: Gediminas Mažeika |
| 27 maart 2018 «onderlinge duels» 17:50 (UTC+2) | Smolov 68' |       | 40', 83' Mbappé 49' Pogba | Nieuwe Zenitstadion, Sint-Petersburg Scheidsrechter: Gediminas Mažeika |

|                                              |            |       |         |                                                                        |
| 30 mei 2018 «onderlinge duels» 20:45 (UTC+2) | Oostenrijk | 1 – 0 | Rusland | Tivoli Neu, Innsbruck Toeschouwers: 14.500 Scheidsrechter: Bas Nijhuis |
| 30 mei 2018 «onderlinge duels» 20:45 (UTC+2) | Schöpf 28' |       |         | Tivoli Neu, Innsbruck Toeschouwers: 14.500 Scheidsrechter: Bas Nijhuis |

|                                              |             |       |           |                                                  |
| 5 juni 2018 «onderlinge duels» 14:00 (UTC+2) | Rusland     | 1 – 1 | Turkije   | VEB Arena, Moskou Scheidsrechter: Ovidiu Haţegan |
| 5 juni 2018 «onderlinge duels» 14:00 (UTC+2) | Samedov 35' |       | 59' Mallı | VEB Arena, Moskou Scheidsrechter: Ovidiu Haţegan |

## Het wereldkampioenschap
Op 1 december 2017 werd er geloot voor de groepsfase van het Wereldkampioenschap voetbal 2018. Gastland Rusland werd samen met Saoedi-Arabië, Egypte en Uruguay ondergebracht in groep A en kreeg Moskou, Sint-Petersburg en Samara als speelsteden. Op 14 juni 2018 speelt Rusland tegen Saoedi-Arabië de openingswedstrijd van het WK.

### Uitrustingen
Sportmerk: Adidas
| Thuis | Uit | Alternatief | Doelman |

### Selectie en statistieken
| Nr. | Naam                | Geboortedatum | GW |   |   |   |   |   |   | Club                  | Positie(s) |
| --- | ------------------- | ------------- | -- | - | - | - | - | - | - | --------------------- | ---------- |
| 1   | Igor Akinfejev      | 08-04-1986    | 5  | 0 | 0 | 0 | 0 | 0 | 0 | CSKA Moskou           | DM         |
| 2   | Mário Fernandes     | 19-09-1990    | 5  | 1 | 0 | 0 | 0 | 1 | 0 | CSKA Moskou           | VD         |
| 3   | Ilja Koetepov       | 29-07-1993    | 5  | 0 | 1 | 0 | 0 | 0 | 0 | Spartak Moskou        | VD         |
| 4   | Sergej Ignasjevitsj | 14-07-1979    | 5  | 0 | 0 | 0 | 0 | 0 | 0 | CSKA Moskou           | VD         |
| 5   | Andrej Semjonov     | 24-03-1989    | 0  | 0 | 0 | 0 | 0 | 0 | 0 | Achmat Grozny         | VD         |
| 6   | Denis Tsjerysjev    | 26-12-1990    | 5  | 4 | 0 | 0 | 0 | 2 | 3 | Villarreal CF         | MV         |
| 7   | Daler Koezjajev     | 15-01-1993    | 5  | 0 | 0 | 0 | 0 | 3 | 1 | Zenit Sint-Petersburg | MV         |
| 8   | Joeri Gazinski      | 20-07-1989    | 4  | 1 | 2 | 0 | 0 | 1 | 1 | FK Krasnodar          | MV         |
| 9   | Alan Dzagojev       | 17-06-1990    | 2  | 0 | 0 | 0 | 0 | 1 | 1 | CSKA Moskou           | MV         |
| 10  | Fjodor Smolov       | 09-02-1990    | 5  | 0 | 1 | 0 | 0 | 4 | 1 | FK Krasnodar          | AV         |
| 11  | Roman Zobnin        | 11-02-1994    | 5  | 0 | 1 | 0 | 0 | 0 | 0 | Spartak Moskou        | MV         |
| 12  | Andrej Loenjov      | 13-11-1991    | 0  | 0 | 0 | 0 | 0 | 0 | 0 | Zenit Sint-Petersburg | DM         |
| 13  | Fjodor Koedrjasjov  | 05-04-1987    | 4  | 0 | 0 | 0 | 0 | 1 | 0 | Roebin Kazan          | VD         |
| 14  | Vladimir Granat     | 22-05-1987    | 1  | 0 | 0 | 0 | 0 | 1 | 0 | Roebin Kazan          | VD         |
| 15  | Aleksej Mirantsjoek | 17-10-1995    | 1  | 0 | 0 | 0 | 0 | 0 | 1 | Lokomotiv Moskou      | MV         |
| 16  | Anton Mirantsjoek   | 17-10-1995    | 0  | 0 | 0 | 0 | 0 | 0 | 0 | Lokomotiv Moskou      | MV         |
| 17  | Aleksandr Golovin   | 30-05-1996    | 4  | 1 | 1 | 0 | 0 | 0 | 1 | CSKA Moskou           | MV         |
| 18  | Joeri Zjirkov       | 20-08-1983    | 3  | 0 | 0 | 0 | 0 | 0 | 2 | Zenit Sint-Petersburg | MV         |
| 19  | Aleksandr Samedov   | 19-07-1984    | 5  | 0 | 0 | 0 | 0 | 0 | 3 | Spartak Moskou        | MV         |
| 20  | Vladimir Gaboelov   | 19-10-1983    | 0  | 0 | 0 | 0 | 0 | 0 | 0 | Club Brugge           | DM         |
| 21  | Aleksandr Jerochin  | 13-10-1989    | 2  | 0 | 0 | 0 | 0 | 2 | 0 | Zenit Sint-Petersburg | MV         |
| 22  | Artjom Dzjoeba      | 22-08-1988    | 5  | 3 | 0 | 0 | 0 | 1 | 3 | Arsenal Toela         | AV         |
| 23  | Igor Smolnikov      | 08-08-1988    | 1  | 0 | 0 | 1 | 0 | 0 | 0 | Zenit Sint-Petersburg | VD         |

### Wedstrijden

#### Groepsfase
| Nr. | Land          | GW | W | G | V | DV | DT | DS | Ptn |
| --- | ------------- | -- | - | - | - | -- | -- | -- | --- |
| 1   | Uruguay       | 3  | 3 | 0 | 0 | 5  | 0  | +5 | 9   |
| 2   | Rusland       | 3  | 2 | 0 | 1 | 8  | 4  | +4 | 6   |
| 3   | Saoedi-Arabië | 3  | 1 | 0 | 2 | 2  | 7  | −5 | 3   |
| 4   | Egypte        | 3  | 0 | 0 | 3 | 2  | 6  | −4 | 0   |

|                                               |                                                              |       |               |                                                                                        |
| 14 juni 2018 «onderlinge duels» 18:00 (UTC+3) | Rusland                                                      | 5 – 0 | Saoedi-Arabië | Olympisch Stadion Loezjniki, Moskou Toeschouwers: 78.011 Scheidsrechter: Néstor Pitana |
| 14 juni 2018 «onderlinge duels» 18:00 (UTC+3) | Gazinski 12' Tsjerysjev 43', 90+1' Dzjoeba 71' Golovin 90+4' |       |               | Olympisch Stadion Loezjniki, Moskou Toeschouwers: 78.011 Scheidsrechter: Néstor Pitana |

|                                               |                                             |       |                  |                                                                                           |
| 19 juni 2018 «onderlinge duels» 21:00 (UTC+3) | Rusland                                     | 3 – 1 | Egypte           | Nieuwe Zenitstadion, Sint-Petersburg Toeschouwers: 64.468 Scheidsrechter: Enrique Cáceres |
| 19 juni 2018 «onderlinge duels» 21:00 (UTC+3) | Fathy 47' (e.d.) Tsjerysjev 59' Dzjoeba 62' |       | 73' (pen.) Salah | Nieuwe Zenitstadion, Sint-Petersburg Toeschouwers: 64.468 Scheidsrechter: Enrique Cáceres |

|                                               |                                             |       |                    |                                                                           |
| 25 juni 2018 «onderlinge duels» 18:00 (UTC+4) | Uruguay                                     | 3 – 0 | Rusland            | Cosmos Arena, Samara Toeschouwers: 41.970 Scheidsrechter: Malang Diedhiou |
| 25 juni 2018 «onderlinge duels» 18:00 (UTC+4) | Suárez 10' Tsjerysjev 23' (e.d.) Cavani 90' |       | 28', 36' Smolnikov | Cosmos Arena, Samara Toeschouwers: 41.970 Scheidsrechter: Malang Diedhiou |

#### Achtste finale
|                                              |                                |       |                                        |                                                                                        |
| 1 juli 2018 «onderlinge duels» 17:00 (UTC+3) | Spanje                         | 1 – 1 | Rusland                                | Olympisch Stadion Loezjniki, Moskou Toeschouwers: 78.011 Scheidsrechter: Björn Kuipers |
| 1 juli 2018 «onderlinge duels» 17:00 (UTC+3) | Ignasjevitsj 12' (e.d.)        |       | 41' (pen.) Dzjoeba                     | Olympisch Stadion Loezjniki, Moskou Toeschouwers: 78.011 Scheidsrechter: Björn Kuipers |
| 1 juli 2018 «onderlinge duels» 17:00 (UTC+3) | Strafschoppen                  |       |                                        | Olympisch Stadion Loezjniki, Moskou Toeschouwers: 78.011 Scheidsrechter: Björn Kuipers |
| 1 juli 2018 «onderlinge duels» 17:00 (UTC+3) | Iniesta Piqué Koke Ramos Aspas | 3 – 4 | Smolov Ignasjevitsj Golovin Tsjerysjev | Olympisch Stadion Loezjniki, Moskou Toeschouwers: 78.011 Scheidsrechter: Björn Kuipers |

#### Kwartfinale
|                           |                                                  |              |                                      |                                                                                   |
| 7 juli 2018 21:00 (UTC+3) | Rusland                                          | 2 – 2 (n.v.) | Kroatië                              | Olympisch Stadion Fisjt, Sotsji Toeschouwers: 44.287 Scheidsrechter: Sandro Ricci |
| 7 juli 2018 21:00 (UTC+3) | Tsjerysjev 31' Fernandes 115'                    |              | 39' Kramarić 101' Vida               | Olympisch Stadion Fisjt, Sotsji Toeschouwers: 44.287 Scheidsrechter: Sandro Ricci |
| 7 juli 2018 21:00 (UTC+3) | Strafschoppen                                    |              |                                      | Olympisch Stadion Fisjt, Sotsji Toeschouwers: 44.287 Scheidsrechter: Sandro Ricci |
| 7 juli 2018 21:00 (UTC+3) | Smolov Dzagojev Fernandes Ignasjevitsj Koezjajev | 3 – 4        | Brozović Kovačić Modrić Vida Rakitić | Olympisch Stadion Fisjt, Sotsji Toeschouwers: 44.287 Scheidsrechter: Sandro Ricci |

RFS · A-internationals · Bondscoaches · Selecties · Statistieken · Russisch vrouwenelftal · Rusland U21 · Rusland U20 · Rusland U19 · Rusland U18 · Rusland U17 · Rusland U16
1912 – 1914 · 
1992 – 1999 · 
2000 – 2009 · 
2010 – 2019 ·
2020 − 2029
EK 1992** · 
EK 1996 · 
EK 2004 · 
EK 2008 · 
EK 2012 · 
EK 2016 · 
EK 2020
WK 1994 · 
WK 1998 · 
WK 2002 · 
WK 2006 · 
WK 2010 · 
WK 2014 · 
WK 2018
OS 1912
1912 · 
1913 · 
1914 · 
1915–1991 · 
1992 · 
1993 · 
1994 · 
1995 · 
1996 · 
1997 · 
1998 · 
1999 · 
2000 · 
2001 · 
2002 · 
2003 · 
2004 · 
2005 · 
2006 · 
2007 · 
2008 · 
2009 · 
2010 · 
2011 · 
2012 · 
2013 · 
2014 · 
2015 · 
2016 · 
2017 · 
2018 ·
2019 ·
2020 ·
2021 ·
2022 ·
2023 ·
2024 ·
2025
Albanië ·
Algerije ·
Andorra · 
Argentinië ·
Armenië · 
Azerbeidzjan · 
België ·
Bolivia · 
Brazilië ·
Brunei ·
Bulgarije · 
Chili ·
Costa Rica ·
Cuba ·
Cyprus · 
Denemarken · 
Duitsland · 
Egypte ·
Engeland ·
El Salvador ·
Estland · 
Faeröer · 
 Finland · 
Frankrijk · 
Georgië · 
Ghana ·
Grenada ·
Griekenland · 
Hongarije ·
Ierland ·
IJsland ·
Irak ·
Iran ·
Israël · 
Italië ·
Ivoorkust ·
Japan ·
Joegoslavië ·
Kameroen ·
Kazachstan ·
Kenia ·
Kirgizië ·
Kroatië · 
Letland · 
Liechtenstein · 
Litouwen · 
Luxemburg ·  
Malta ·
Marokko · 
Mexico · 
Moldavië · 
Montenegro · 
Nederland · 
Nieuw-Zeeland ·
Noord-Ierland · 
Noord-Macedonië ·
Noorwegen · 
Oekraïne · 
Oezbekistan ·
Oostenrijk · 
Polen ·
Portugal ·
Qatar · 
Roemenië · 
San Marino · 
Saoedi-Arabië · 
Schotland · 
Servië · 
Slovenië · 
Slowakije · 
Spanje · 
Syrië ·
Tadzjikistan ·
Tsjechië · 
Tunesië ·
Turkije ·
Uruguay · 
Verenigde Arabische Emiraten · 
Verenigde Staten ·
Vietnam  ·
Wales · 
Wit-Rusland ·
Zuid-Korea · 
Zweden · 
Zwitserland
Algerije (2014) · 
België (2014) · 
België (2021) · 
Denemarken (2021) ·
Egypte (2018) ·
Engeland (2016) ·
Finland (2021) ·
Griekenland (2008) ·
Griekenland (2012) ·
Kroatië (2018) ·
Nederland (2008) ·
Polen (2012) ·
Saoedi-Arabië (2018) ·
Slowakije (2016) ·
Spanje (2008, groepsfase) ·
Spanje (2008, halve finale) ·
Spanje (2018) ·
Tsjechië (2012) ·
Uruguay (2018) ·
Wales (2016) ·
Zuid-Korea (2014) ·
Zweden (2008)
** = Onder de naam Gemenebest van Onafhankelijke Staten
1 Akinfejev ·
2 Fernandes ·
3 Koetepov ·
4 Ignasjevitsj ·
5 Semjonov ·
6 Tsjerysjev ·
7 Koezjajev ·
8 Gazinski ·
9 Dzagojev ·
10 Smolov ·
11 Zobnin ·
12 Loenjov ·
13 Koedrjasjov ·
14 Granat ·
15 Aleksej Mirantsjoek ·
16 Anton Mirantsjoek ·
17 Golovin ·
18 Zjirkov ·
19 Samedov ·
20 Jerochin ·
21 Sjtsjennikov ·
22 Dzjoeba ·
23 Smolnikov ·
Coach: Tsjertsjesov